# تویما
تویما (به آلمانی: Theuma) یک شهر در آلمان است که در زاکسن واقع شده‌است. تویما ۱٬۱۴۱ نفر جمعیت دارد.